# Maeve Kinkead
Maeve Kinkead (New York City, 31 maggio 1946) è un'attrice statunitense.
Famosa in Italia per l'interpretazione di Vanessa Chamberlain nella celebre soap opera statunitense Sentieri (Guiding Light).

## Filmografia parziale
- (1964) Destini serie tv
- (1990) Antigone/Rites of Passion voce
- (1994) La città della speranza
- (2001) I giorni della nostra vita serie tv